# Eubaphe lobula
Eubaphe lobula är en fjärilsart som beskrevs av Jacob Hübner 1823. Eubaphe lobula ingår i släktet Eubaphe och familjen mätare. Inga underarter finns listade i Catalogue of Life.